# 17955 Sedransk
A 17955 Sedransk (ideiglenes jelöléssel 1999 JZ22) a Naprendszer kisbolygóövében található aszteroida. A LINEAR projekt keretében fedezték fel 1999. május 10-én.